# Batabanó
Batabanó é um município de Cuba pertencente à província de Mayabeque . 